# 弗拉季斯拉夫·列兹尼克
弗拉季斯拉夫·马图索维奇·列兹尼克（羅馬化：Vladislav Matusovich Reznik；1954年5月17日—）是俄罗斯商人和政治家。他是Rus保险公司的董事长、统一俄罗斯党总委员会成员、国家杜马财政委员会主席、Rosgosstrakh前主席。